# Le Grain de la folie
Le Grain de la folie est le 19e album des aventures d'Achille Talon, sorti en 1978. 
Dans Le Grain de la folie, Achille Talon rencontre pour la première fois le scientifique chinois Samson Fo-pli, qu'il retrouvera dans La Loi du bidouble. Le scientifique a découvert les pouvoirs inquiétants du sable de l'île de Tutanémipartou, capable de générer une arme terrible, dont des âmes peu scrupuleuses seraient prêtes à faire un funeste usage. Le riche Jules Larjan-Content importait ce sable, en raison de sa grande pureté, pour y faire jouer son fils. Maintenant informé des terribles propriétés du sable, il se rend, en compagnie de Fo-pli et d'Achille Talon, sur l'île de Tutanémipartou, base militaire américaine dans laquelle il a ses entrées, pour trouver une solution afin d'éviter que le sable n'en soit utilisé comme arme.

### Documentation
- Jean Léturgie, « Le Grain de folie », Schtroumpfanzine, no 18,‎ avril 1978, p. 24.